# 地厚天高
地厚天高（英語：Lost in the fumes）是一部香港紀錄片，片長約90分鐘，於2017年11月香港首映，由新晉導演林子穎執導。内容主要描述本土派政治人物梁天琦年多的心路歷程。由於題材敏感，此紀錄片未能於主流電影院播放。
2019年反對逃犯條例修訂草案運動期間，《地厚天高》多次於社區放映，引起公眾關注。同年11月，梁天琦被美國時代雜誌選為「下世代百大代表人物」，全球改變未來的100位新星之一。《時代》指《地厚天高》成為抗爭者必看的政治記錄片。

## 獎項
《地厚天高》獲第二十四屆香港電影評論學會大獎選為年度推薦電影之一。於2018年台灣國際紀錄片影展，《地厚天高》獲得華人紀綠片獎的評審團特別獎。

## 外部連結
- 互联网电影数据库（IMDb）上《地厚天高》的资料（英文）
- 地厚天高 Lost in the Fumes (2017 香港) - 果燃台（页面存档备份，存于）

## 延伸閱讀
- 《地厚天高》中肯影評（页面存档备份，存于）